# Saint-Martin-de-Blagny
Saint-Martin-de-Blagny è un comune francese di 127 abitanti situato nel dipartimento del Calvados nella regione della Normandia.

## Società

### Evoluzione demografica
Abitanti censiti